# Замулин, Роман Александрович
Рома́н Алекса́ндрович Заму́лин (род. 18 апреля 1984, Свердловск, Свердловская область, РСФСР, СССР) — российский серийный убийца и насильник, действовавший в Екатеринбурге осенью 2006 года.

## Биография

### Детство и юность
Роман Замулин родился 18 апреля 1984 года в Свердловске в благополучной рабочей семье. Армейскую службу проходил в МЧС в Первоуральске, но во время увольнительных имел возможность приезжать домой в Екатеринбург. После срочной службы устроился в Службу специальной связи и информации при Федеральной службе охраны (ФСО). Получил звание прапорщика. С декабря 2005 года работал в Управлении ФСО водителем. По службе характеризовался положительно.
2 года встречался с девушкой, но затем она его бросила и после этого Замулин начал испытывать ненависть к женщинам.

### Убийства
С 16 сентября по 4 ноября 2006 года Замулин изнасиловал и убил 6 женщин (Елену Мингалёву, Ирину Титову, Наталью Яблонскую, Ирину Шереметьеву, Ирину Чащихину и Марину Дегтяренко).
Все убийства Замулин совершал в вечернее время, для их совершений использовал служебный автомобиль «ВАЗ-2106» белого цвета с тонированными стёклами. Удобный рабочий график — пятидневная неделя или сутки через трое — позволял отправляться на поиск жертв. Используя удостоверение сотрудника ФСО, успешно обходил милицейские кордоны. Разъезжая по Екатеринбургу под видом водителя-частника, подбирал женщин, ловивших попутку, завозил в безлюдные места, где их насиловал и убивал. У убитых забирал деньги, мобильные телефоны и другие ценные вещи. Тела выбрасывал на пустырях возле гаражей или недалеко от дорог.
Ещё одна жертва маньяка случайно осталась жива.
Мобильный телефон шестой жертвы маньяка был поставлен на контроль. В результате сыщики вышли на 28-летнего Максима Старобогатова — двоюродного брата Замулина, которому он подарил украденный мобильный телефон.

### Арест, следствие и суд
7 ноября 2006 года Роман Замулин был арестован; на момент ареста он менял внутреннюю обшивку автомобиля, на которой осталась кровь жертв. При обыске на квартире у Замулина были найдены вещи, принадлежавшие его жертвам. Единственная оставшаяся в живых потерпевшая тоже опознала маньяка. При проверке записей камер наружного наблюдения ночного клуба, где была в ночь убийства шестая жертва (Марина Дегтяренко), был зафиксирован автомобиль Замулина, причём в тот момент, когда женщина садилась в него. Также были проверены записи камер наружного наблюдения по адресу проживания погибшей: автомобиль Замулина заехал во двор, но Дегтяренко из него не вышла.
Под давлением улик маньяк признался в 7 убийствах, сопряжённых с изнасилованиями, не зная, что одна из жертв осталась жива, хотя первоначально его подозревали в совершении 4 убийств. Ранее в первых двух убийствах (Мингалёвой и Титовой) экспертиза не доказала факта насильственной смерти, и в возбуждении уголовного дела было отказано. При повторной экспертизе факт насильственной смерти был доказан и прежние результаты были признаны ошибочными.
Судебно-психиатрическая экспертиза признала Романа Замулина вменяемым. 24 декабря 2007 года Уральский окружной военный суд приговорил его к пожизненному лишению свободы с отбыванием наказания в исправительной колонии особого режима.
На суде Замулин отказался от всех своих показаний, кроме последнего убийства, и заявил, что будет обжаловать решение суда. Верховный суд России, рассмотрев кассационную жалобу, оставил приговор без изменений.
Замулин был отправлен отбывать наказание в ФКУ ИК-6 УФСИН России по Оренбургской области, более известной как «Чёрный дельфин».

## В массовой культуре
- Документальный фильм «Оборотень» из цикла «Вне закона» (2009)
- Документальный фильм «Ночной извозчик» из цикла «Криминальные хроники» (2012)